# اوموت کوچین
اوموت کوچین (انگلیسی: Umut Koçin؛ زادهٔ ۲ ژوئن ۱۹۸۸) بازیکن فوتبال اهل ترکیه است.
از باشگاه‌هایی که در آن بازی کرده‌است می‌توان به باشگاه فوتبال لایپزیگ و باشگاه فوتبال قیصریه‌اسپور اشاره کرد.